# Schizocosa incerta
Schizocosa incerta este o specie de păianjeni din genul Schizocosa, familia Lycosidae. A fost descrisă pentru prima dată de Bryant, 1934. Conform Catalogue of Life specia Schizocosa incerta nu are subspecii cunoscute.